# Воинские звания в Вооружённых Силах Республики Казахстан
Во́инские зва́ния в Вооружённых Си́лах Респу́блики Казахста́н — воинские звания в Вооружённых силах, других войсках и воинских формированиях, установлены законом Республики Казахстан «О воинской обязанности и воинской службе».

## Структура званий
Звания в Вооружённых силах, других войсках и воинских формированиях подразделяются на составы:
- солдат (матросов);
- сержантов (старшин);
- офицеров.

Звания состава сержантов (старшин) подразделяются ещё на три категории составов:
- младший сержантский состав;
- старший сержантский состав;
- высший сержантский состав.

Звания офицерского состава подразделяются ещё на три категории составов:
- младший офицерский состав;
- старший офицерский состав;
- высший офицерский состав.

Также все звания подразделяются на войсковые и на корабельные (на флоте).
Для офицеров, имеющих медицинскую или юридическую специальности, к воинским званиям добавляются слова «медицинской службы», «юстиции» соответственно.
Для высшего офицерского состава авиации (летного, инженерного, имеющего инженерно-авиационную подготовку) к воинским званиям добавляется слово «авиации».
К воинским званиям граждан, пребывающих в запасе, добавляются слова «запаса», а находящихся в отставке — «в отставке».
Использование сокращённых просторечных названий (подобно «кавторанг», «старлей» и т. п.) не допускается.

## Знаки различия
Воинские звания обозначаются наплечными знаками — погоны и погончики. Они подразделяются: по предназначению — для парадного, повседневного, по способу крепления — нашивные, вшивные, съёмные (на муфтах), у корабельных офицеров, по традиции, на парадной и повседневной форме они дополняются нарукавными галунами по званиям. К полевому и рабочему обмундированию предусмотрены петлицы, а также нарукавные и нагрудные нашивки со знаками различия.
Также установлены погоны, петлицы и нашивки для Верховного Главнокомандующего ВС РК по должности, хотя в систему воинских званий таковая не входит.
Составы солдат (матросов) и сержантов (старшин) на погонах (петлицах, нашивках) имеют вшитые или металлические шевроны  [︿] (официально называемые «угольники»), обращённые открытым концом к плечам. Рядовые и матросы шевронов не имеют. Ефрейторы, младшие сержанты и сержанты носят соответственно один, два, три узких шеврона; старшие сержанты носят один широкий шеврон, у сержантов 3-го, 2-го и 1-го классов к широкому шевронуу сверху добавляются соответственно один, два и три узких шеврона. Штаб-сержант имеет два широких шеврона, а у мастер-сержанта добавляется один узкий шеврон. Для корабельных званий действует аналогичная система.
У младшего офицерского состава у внешнего торца погон (петлиц, нашивок) имеется одна поперечная полоса, у старшего — две.
На погонах (петлицах, нашивках) курсантов дополнительно размещается буква «К», у воспитанников Кадетского корпуса — буквы «КК», у воспитанников школы «Жас ұлан» (юный гвардеец) — буквы «ЖҰ».

## Таблицы званий и знаков различия
Кодовые обозначения NATO для воинских званий приведены только для сопоставления.

### Офицерский состав
|             |                                   | Высший офицерский состав | Высший офицерский состав | Высший офицерский состав | Высший офицерский состав | Высший офицерский состав | Старший офицерский состав | Старший офицерский состав | Старший офицерский состав | Младший офицерский состав | Младший офицерский состав | Младший офицерский состав |                 |                 |
| Код НАТО    | OF-10                             | OF-9                     | OF-9                     | OF-8                     | OF-7                     | OF-6                     | OF-5                      | OF-4                      | OF-3                      | OF-2                      | OF-1                      | OF-1                      | OF(D)           | SO              |
| ----------- | --------------------------------- | ------------------------ | ------------------------ | ------------------------ | ------------------------ | ------------------------ | ------------------------- | ------------------------- | ------------------------- | ------------------------- | ------------------------- | ------------------------- | --------------- | --------------- |
| Войсковые   |                                   |                          |                          |                          |                          | нет эквивалента          |                           |                           |                           |                           |                           |                           | нет эквивалента | нет эквивалента |
| Войсковые   | ҚР ҚК Жоғарғы бас қолбасшы        | Армия генералы           | Генерал-                 | Генерал-лейтенант        | Генерал-майор            | нет эквивалента          | Полковник                 | Подполковник              | Майор                     | Капитан                   | Аға лейтенант             | Лейтенант                 | нет эквивалента | нет эквивалента |
| Войсковые   | Верховный главнокомандующий ВC РК | Генерал армии            | Генерал-полковник        | Генерал-лейтенант        | Генерал-майор            | нет эквивалента          | Полковник                 | Подполковник              | Майор                     | Капитан                   | Старший лейтенант         | Лейтенант                 | нет эквивалента | нет эквивалента |
| Корабельные | нет эквивалента                   | нет эквивалента          |                          |                          |                          | нет эквивалента          |                           |                           |                           |                           |                           |                           | нет эквивалента | нет эквивалента |
| Корабельные | нет эквивалента                   | нет эквивалента          | Адмирал                  | Вице-адмирал             | Контр-адмирал            | нет эквивалента          | Бірінші рангтағы капитан  | Екінші рангтағы капитан   | Үшінші рангтағы капитан   | Капитан-лейтенант         | Аға лейтенант             | Лейтенант                 | нет эквивалента | нет эквивалента |
| Корабельные | нет эквивалента                   | нет эквивалента          | Адмирал                  | Вице-адмирал             | Контр-адмирал            | нет эквивалента          | Капитан первого ранга     | Капитан второго ранга     | Капитан третьего ранга    | Капитан-лейтенант         | Старший лейтенант         | Лейтенант                 | нет эквивалента | нет эквивалента |
| Код НАТО    | OF-10                             | OF-9                     | OF-9                     | OF-8                     | OF-7                     | OF-6                     | OF-5                      | OF-4                      | OF-3                      | OF-2                      | OF-1                      | OF-1                      | OF(D)           | SO              |

### Составы солдат и сержантов (матросов и старшин)
|             | Высший сержантский (старшинский) состав | Высший сержантский (старшинский) состав | Старший сержантский (старшинский) состав | Старший сержантский (старшинский) состав | Старший сержантский (старшинский) состав | Младший сержантский (старшинский) состав | Младший сержантский (старшинский) состав | Младший сержантский (старшинский) состав | Солдатский (матросский) состав | Солдатский (матросский) состав |                 |
| Код НАТО    | OR-9                                    | OR-9                                    | OR-8                                     | OR-7                                     | OR-6                                     | OR-5                                     | OR-4                                     | OR-3                                     | OR-2                           | OR-2                           | OR-1            |
| ----------- | --------------------------------------- | --------------------------------------- | ---------------------------------------- | ---------------------------------------- | ---------------------------------------- | ---------------------------------------- | ---------------------------------------- | ---------------------------------------- | ------------------------------ | ------------------------------ | --------------- |
| Войсковые   |                                         |                                         |                                          |                                          |                                          |                                          |                                          |                                          |                                |                                | нет эквивалента |
| Войсковые   | Шебер-сержант                           | Штаб-сержант                            | Бірінші сыныпты сержант                  | Екінші сыныпты сержант                   | Үшінші сыныпты сержант                   | Аға сержант                              | Сержант                                  | Кіші сержант                             | Ефрейтор                       | Қатардағы                      | нет эквивалента |
| Войсковые   | Мастер-сержант                          | Штаб-сержант                            | Сержант первого класса                   | Сержант второго класса                   | Сержант третьего класса                  | Старший сержант                          | Сержант                                  | Младший сержант                          | Ефрейтор                       | Рядовой                        | нет эквивалента |
| Корабельные |                                         |                                         |                                          |                                          |                                          |                                          |                                          |                                          |                                |                                | нет эквивалента |
| Корабельные | Шебер-старшина                          | Штаб-старшина                           | Бірінші сыныпты старшина                 | Екінші сыныпты старшина                  | Үшінші сыныпты старшина                  | Бас старшина                             | Бірінші сатылы старшина                  | Екінші сатылы старшина                   | Аға матрос                     | Матрос                         | нет эквивалента |
| Корабельные | Мастер-старшина                         | Штаб-старшина                           | Старшина первого класса                  | Старшина второго класса                  | Старшина третьего класса                 | Главный старшина                         | Старшина первой статьи                   | Старшина второй статьи                   | Старший матрос                 | Матрос                         | нет эквивалента |
| Код НАТО    | OR-9                                    | OR-9                                    | OR-8                                     | OR-7                                     | OR-6                                     | OR-5                                     | OR-4                                     | OR-3                                     | OR-2                           | OR-2                           | OR-1            |

Курсанты военно-учебных заведений могут иметь максимальное звание старшего сержанта (главного старшины).
С 2006 года введены также специальные должности главных сержантов вооружённых сил, командования, а также главного войскового, бригадного, полкового, батальонного и взводного сержантов.